# Кубок світу з біатлону 2010—2011 — етап 5
5-ий етап Кубка світу з біатлону 2010-11 відбувся у  Рупольдінгу, Німеччина, з 12 по 16 січня 2011.

## Розклад змагань
Розклад змагань наведений за даними сайту biathlonworld.com.
| Дата     | Час       | Гонка                                  |
| -------- | --------- | -------------------------------------- |
| 12 січня | 14:15 CET | Індивідуальна гонка на 20 км, чоловіки |
| 13 січня | 14:15 CET | Індивідуальна гонка на 15 км, жінки    |
| 14 січня | 14:45 CET | Спринт 10 км, чоловіки                 |
| 15 січня | 14:45 CET | Спринт 7,5 км, жінки                   |
| 16 січня | 13:15 CET | Переслідування 12,5 км чоловіки        |
| 16 січня | 15:15 CET | Переслідування 10 км, жінки            |

## Переможці та призери гонок

### Чоловіки
| Гонка:                                                                              | Золото:                       | Час               | Срібло:               | Час               | Бронза:                      | Час               |
| Індивідуальна гонка на 20 км Протокол [Архівовано 13 січня 2011 у Wayback Machine.] | Еміль Хегле Свендсен Норвегія | 50:39.4 (0+0+0+1) | Мартен Фуркад Франція | 50:46.8 (0+0+0+1) | Домінік Ландертінгер Австрія | 51:03.1 (0+0+0+1) |
| Спринт 10 км Протокол [Архівовано 16 січня 2011 у Wayback Machine.]                 | Ларс Бергер Норвегія          | 23:55.1 (0+0)     | Мартен Фуркад Франція | 24:16.8 (0+0)     | Іван Черезов Росія           | 24:18.9 (0+0)     |
| Переслідування 12,5 км Протокол [Архівовано 18 січня 2011 у Wayback Machine.]       | Б'єрн Феррі Швеція            | 31:56.6 (0+0+0+0) | Мартен Фуркад Франція | 32:01.5 (0+1+1+0) | Міхаель Грайс Німеччина      | 32:03.5 (0+0+0+0) |

### Жінки
| Гонка:                                                                           | Золото:              | Час               | Срібло:                  | Час               | Бронза:                    | Час               |
| Індивідуальна гонка 15 км Протокол [Архівовано 14 січня 2011 у Wayback Machine.] | Ольга Зайцева Росія  | 41:46.1 (0+0+0+0) | Андреа Генкель Німеччина | 42:00.6 (0+0+0+0) | Гелена Екгольм Швеція      | 42:23.5 (0+0+0+0) |
| Спринт 7,5 км Протокол [Архівовано 17 січня 2011 у Wayback Machine.]             | Тура Бергер Норвегія | 20:33.3 (0+0)     | Андреа Генкель Німеччина | 20:34.4 (0+0)     | Маґдалена Нойнер Німеччина | 20:49.1 (0+1)     |
| Переслідування 10 км Протокол [Архівовано 19 січня 2011 у Wayback Machine.]      | Тура Бергер Норвегія | 28:50.9 (0+0+0+1) | Андреа Генкель Німеччина | 29:28.6 (0+0+1+1) | Кайса Мякяряйнен Фінляндія | 29:50.2 (2+0+0+0) |

## Виступи українських спортсменів
На етапі в Рупольдінгу в складі української команди дебютувала Наталія Бурдига, отримавши дозвіл виступати за Україну за умови, що вона впродовж двох років не братиме участь в естафетах. Наталія одразу ж фінішувала в очковій зоні в індивідуальній гонці та гонці переслідування.
Найкращий результат українських спортсменів на етапі - четверте місце в індивідуальній гонці Валі Семеренко.

## Досягнення
Найкращий результат у кар'єрі
| - Людвіг Ерар (FRA), 67 в індивідуальній гонці - Томаш Голубець (CZE), 10 у спринті - Андрейс Расторгуєвс (LAT), 23 у спринті - Наґаї Дзюндзі (JPN), 30 у спринті - Едгарс Піксонс (LAT), 34 у спринті - Лукаш Вітек (POL), 85 у спринті - Лі Суйон (KOR), 92 у спринті | - Клер Бретон (FRA), 18 в індивідуальні гонці - Марін Болльє (FRA), 49 в спритні - Овада Іцука (JPN), 50 в індивідуальні гонці - Лаура Тойванен (FIN), 68 в індивідуальні гонці - Кароліна Пітон (POL), 71 в індивідуальні гонці - Доротея Вірер (ITA), 24 в спринті - Лор Сулі (AND), 35 в спринті - Абе Нацуко (JPN), 46 в спринті - Анна Карін Стремстедт (SWE), 49 в спринті та 46th в персьюті - Лумініта Піскоран (ROU), 58 в спринті |

Перша гонка на кубку світу
| - Міхаель Райтер (AUT), 51 в індивідуальній гонці - Мартін Реммелґ (EST), 88 в індивідуальній гонці - Ремус Фаур (ROU), 91 в індивідуальній гонці - Люсьєн Слооф (NED), 96 у спринті | - Хардін Слооф (NED), 81 в спринті - Кім Сора (KOR), 88 в спринті |